# Station Poyntzpass
Station Poyntzpass is een spoorwegstation in Poyntzpass in het Noord-Ierse graafschap Armagh. Het station ligt aan de lijn Belfast - Newry.